# Etapa Departamental de Arequipa 2014
La Etapa Departamental de Arequipa 2014 fue la edición número 48 de la competición futbolística Arequipeña. 
El torneo otorga al cuadro campeón y subcampeón cupos para Copa Perú en su etapa Regional.

## Participantes
Los participantes son el campeón y subcampeón de la Etapa Provincial de las siete Provincias de Arequipa (La Unión no realizó campeonatos este año por lo tanto no tendrá ningún participante), el club Saetas de Oro hizo un pedido especial para ser incluido desde esta etapa, sin embargo este fue rechazado por la FPF, dejándolo fuera de la Copa Perú.
| Club                 | Provincia  | Distrito       | Condición             | Estadio                       |
| -------------------- | ---------- | -------------- | --------------------- | ----------------------------- |
| Juventus Melgar      | Arequipa   | Mariano Melgar | Campeón Provincial    | Complejo Deportivo "Maracaná" |
| Internacional        | Arequipa   | Arequipa       | Subcampeón Provincial | Mariano Melgar                |
| Unión Huarangal      | Camaná     | Samuel Pastor  | Campeón Provincial    | Municipal de Camaná           |
| Sport José Granda    | Camaná     | Camaná         | Subcampeón Provincial | 9 de Noviembre                |
| Los Chinitos FC      | Caravelí   | Atico          | Campeón Provincial    | Municipal de Atico            |
| Mar Azul FC          | Caravelí   | Atiquipa       | Subcampeón Provincial | José Salomon Pineda de Chala  |
| Social Corire        | Castilla   | Uraca          | Campeón Provincial    | José Ricketts                 |
| Deportivo Orcopampa  | Castilla   | Orcopampa      | Subcampeón Provincial | Municipal de Orcopampa        |
| Sportivo Cariocos    | Caylloma   | Majes          | Campeón Provincial    | Almirante Miguel Grau         |
| Futuro Majes         | Caylloma   | Majes          | Subcampeón Provincial | Almirante Miguel Grau         |
| Virgen de las Nieves | Condesuyos | Yanaquihua     | Campeón Provincial    | Municipal de Yanaquihua       |
| Deportivo Copacabana | Condesuyos | Chuquibamba    | Subcampeón Provincial | Los Estudiantes               |
| Atlético Mollendo    | Islay      | Mollendo       | Campeón Provincial    | Complejo Cesar Vallejo        |
| Sport Boys           | Islay      | Mollendo       | Subcampeón Provincial | Complejo Cesar Vallejo        |
| Sin representante    | La Unión   | ---            | Campeón Provincial    | ---                           |
| Sin representante    | La Unión   | ---            | Subcampeón Provincial | ---                           |

| Internacional Juventus Melgar Unión Huarangal Los Chinitos Mar Azul Social Corire Deportivo Orcopampa Sportivo Cariocos Futuro Majes Virgen de las Nieves Deportivo Copacabana Atlético Mollendo Sport Boys |

- ACDC Juventus Melgar 
(Mariano Melgar)
- Internacional 
(Arequipa)
- Sportivo Cariocos 
 (Majes)
- Futuro Majes 
 (Majes)
- Los Chinitos 
 (Atico)
- Mar Azul 
 (Santa Rosa de Atiquipa)
- Atlético Mollendo (Mollendo)
- Sport José Granda (Camaná)
- Virgen de las Nieves 
 (Ispacas-Yanaquihua)

## Primera fase
Consta de siete series, donde los equipos se enfrentaran en partidos de ida y vuelta, tomando en cuenta solo en puntaje, en caso de existir un empate se jugará un tercer partido en campo neutral.
| \| 27-07 \| 15:00 \| Miguel Grau \| El Pedregal \| Sportivo Cariocos \| 14-0 \| Dep. Copacabana \| \| 03-08 \| 15:00 \| Los Estudiantes \| Chuquibamba \| Dep. Copacabana \| 0-2 \| Sportivo Cariocos \| \| Clasifica: Sportivo Cariocos \| \| \| \| \| \| \| |       |                 |             |                   |       |                   |
| Fecha | Hora  | Estadio         | Ciudad      | Local             | Score | Visitante         |
| 27-07 | 15:00 | Miguel Grau     | El Pedregal | Sportivo Cariocos | 14-0  | Dep. Copacabana   |
| 03-08 | 15:00 | Los Estudiantes | Chuquibamba | Dep. Copacabana   | 0-2   | Sportivo Cariocos |
| Clasifica: Sportivo Cariocos |       |                 |             |                   |       |                   |

| \| 28-07 \| 15:30 \| Municipal \| Yanaquihua \| Virgen de las Nieves \| 0-0 \| Dep. Orcopampa \| \| 03-08 \| 10:00 \| Municipal \| Orcopampa \| Dep. Orcopampa \| 2-2 \| Virgen de las Nieves \| \| Definitorio \| \| \| \| \| \| \| \| 06-08 \| 14:00 \| José Ricketts \| Corire \| Dep. Orcopampa \| 0-4 \| Virgen las Nieves \| \| Clasifica: Virgen de las Nieves \| \| \| \| \| \| \| |       |               |            |                      |       |                      |
| Fecha | Hora  | Estadio       | Ciudad     | Local                | Score | Visitante            |
| 28-07 | 15:30 | Municipal     | Yanaquihua | Virgen de las Nieves | 0-0   | Dep. Orcopampa       |
| 03-08 | 10:00 | Municipal     | Orcopampa  | Dep. Orcopampa       | 2-2   | Virgen de las Nieves |
| Definitorio |       |               |            |                      |       |                      |
| 06-08 | 14:00 | José Ricketts | Corire     | Dep. Orcopampa       | 0-4   | Virgen las Nieves    |
| Clasifica: Virgen de las Nieves |       |               |            |                      |       |                      |

| \| 27-07 \| 15:00 \| José Pineda \| Chala \| Mar Azul FC \| 3-2 \| Juventus Melgar \| \| 02-08 \| 15:30 \| Mariano Melgar \| Arequipa \| Juventus Melgar \| 7-1 \| Mar Azul FC \| \| Definitorio \| \| \| \| \| \| \| \| 06-08 \| 13:00 \| 9 de Noviembre \| Camaná \| Juventus Melgar \| 3-0 \| Mar Azul FC \| \| Clasifica: Juventus Melgar \| \| \| \| \| \| \| |       |                |          |                 |       |                 |
| Fecha | Hora  | Estadio        | Ciudad   | Local           | Score | Visitante       |
| 27-07 | 15:00 | José Pineda    | Chala    | Mar Azul FC     | 3-2   | Juventus Melgar |
| 02-08 | 15:30 | Mariano Melgar | Arequipa | Juventus Melgar | 7-1   | Mar Azul FC     |
| Definitorio |       |                |          |                 |       |                 |
| 06-08 | 13:00 | 9 de Noviembre | Camaná   | Juventus Melgar | 3-0   | Mar Azul FC     |
| Clasifica: Juventus Melgar |       |                |          |                 |       |                 |

| \| 27-07 \| 15:00 \| Cesar Vallejo \| Mollendo \| Sport Boys \| 3-2 \| Unión Huarangal \| \| 03-08 \| 15:00 \| 9 de Noviembre \| Camaná \| Unión Huarangal \| 2-0 \| Sport Boys \| \| Definitorio \| \| \| \| \| \| \| \| 06-08 \| 14:30 \| Municipal \| La Joya \| Unión Huarangal \| 2-1 \| Sport Boys \| \| Clasifica: Unión Huarangal \| \| \| \| \| \| \| |       |                |          |                 |       |                 |
| Fecha | Hora  | Estadio        | Ciudad   | Local           | Score | Visitante       |
| 27-07 | 15:00 | Cesar Vallejo  | Mollendo | Sport Boys      | 3-2   | Unión Huarangal |
| 03-08 | 15:00 | 9 de Noviembre | Camaná   | Unión Huarangal | 2-0   | Sport Boys      |
| Definitorio |       |                |          |                 |       |                 |
| 06-08 | 14:30 | Municipal      | La Joya  | Unión Huarangal | 2-1   | Sport Boys      |
| Clasifica: Unión Huarangal |       |                |          |                 |       |                 |

| \| 27-07 \| 15:00 \| 9 de Noviembre \| Camaná \| Sport José Granda \| 4-1 \| Atlético Mollendo \| \| 03-08 \| 15:00 \| Cesar Vallejo \| Mollendo \| Atlético Mollendo \| 1-0 \| Sport José Granda \| \| Definitorio \| \| \| \| \| \| \| \| 06-08 \| 14:30 \| Miguel Grau \| El Pedregal \| Atlético Mollendo \| 1(1)-1(3) \| Sport José Granda \| \| Clasifica: Sport José Granda \| \| \| \| \| \| \| |       |                |             |                   |           |                   |
| Fecha | Hora  | Estadio        | Ciudad      | Local             | Score     | Visitante         |
| 27-07 | 15:00 | 9 de Noviembre | Camaná      | Sport José Granda | 4-1       | Atlético Mollendo |
| 03-08 | 15:00 | Cesar Vallejo  | Mollendo    | Atlético Mollendo | 1-0       | Sport José Granda |
| Definitorio |       |                |             |                   |           |                   |
| 06-08 | 14:30 | Miguel Grau    | El Pedregal | Atlético Mollendo | 1(1)-1(3) | Sport José Granda |
| Clasifica: Sport José Granda |       |                |             |                   |           |                   |

| \| 27-07 \| 15:00 \| José Ricketts \| Corire \| Social Corire \| 1-3 \| Futuro Majes \| \| 03-08 \| 15:00 \| Miguel Grau \| El Pedregal \| Futuro Majes \| 1-0 \| Social Corire \| \| Clasifica: Futuro Majes \| \| \| \| \| \| \| |       |               |             |               |       |               |
| Fecha | Hora  | Estadio       | Ciudad      | Local         | Score | Visitante     |
| 27-07 | 15:00 | José Ricketts | Corire      | Social Corire | 1-3   | Futuro Majes  |
| 03-08 | 15:00 | Miguel Grau   | El Pedregal | Futuro Majes  | 1-0   | Social Corire |
| Clasifica: Futuro Majes |       |               |             |               |       |               |

| \| 26-07 \| 15:00 \| Mariano Melgar \| Arequipa \| Internacional \| 3-1 \| Los Chinitos \| \| 03-08 \| 15:00 \| Municipal \| Atico \| Los Chinitos \| 1-1 \| Internacional \| \| Clasifica: Internacional \| \| \| \| \| \| \| |       |                |          |               |       |               |
| Fecha | Hora  | Estadio        | Ciudad   | Local         | Score | Visitante     |
| 26-07 | 15:00 | Mariano Melgar | Arequipa | Internacional | 3-1   | Los Chinitos  |
| 03-08 | 15:00 | Municipal      | Atico    | Los Chinitos  | 1-1   | Internacional |
| Clasifica: Internacional |       |                |          |               |       |               |

## Segunda fase
Bajo un sistema de dos(2) grupos conformados por cuatro(4) equipos cada uno, donde se enfrentarán todos contra todos en partidos de ida y vuelta, los dos mejores de cada grupo pasaran a la Tercera y Última Fase.
El octavo equipo participante será el "Mejor" perdedor de la fase anterior.

### Participantes
| Club                 | Distrito       | Provincia  | Llave | Estadio                       |
| -------------------- | -------------- | ---------- | ----- | ----------------------------- |
| Sportivo Cariocos    | Majes          | Caylloma   | I     | Almirante Miguel Grau         |
| Virgen de las Nieves | Yanaquihua     | Condesuyos | II    | Municipal de Yanaquihua       |
| Juventus Melgar      | Mariano Melgar | Arequipa   | III   | Complejo Deportivo "Maracaná" |
| Unión Huarangal      | Samuel Pastor  | Camaná     | IV    | 9 de Noviembre                |
| Sport José Granda    | Camaná         | Camaná     | V     | 9 de Noviembre                |
| Futuro Majes         | Majes          | Caylloma   | VI    | Almirante Miguel Grau         |
| Internacional        | Arequipa       | Arequipa   | VII   | Mariano Melgar                |
| Atlético Mollendo    | Mollendo       | Islay      | (MP)  | Complejo Cesar Vallejo        |

### Grupo I
| Grupo | Club              | Ciudad         | Provincia | Director Técnico       |
| ----- | ----------------- | -------------- | --------- | ---------------------- |
| I     | Internacional     | Arequipa       | Arequipa  | Juvenal Briceño        |
| I     | Sportivo Cariocos | El Pedregal    | Caylloma  | Hélard Delgado         |
| I     | Juventus Melgar   | Mariano Melgar | Arequipa  | Nelson Ramírez Cardoso |
| I     | Atlético Mollendo | Mollendo       | Islay     | José Gonzáles Melo     |

| Equipo            | PJ | PG | PE | PP | GF | GC | DG  | Pts |
| ----------------- | -- | -- | -- | -- | -- | -- | --- | --- |
| Sportivo Cariocos | 5  | 4  | 1  | 0  | 16 | 2  | +14 | 13  |
| Internacional     | 6  | 2  | 2  | 2  | 10 | 10 | 0   | 8   |
| Juventus Melgar   | 6  | 2  | 1  | 3  | 10 | 13 | -3  | 7   |
| Atlético Mollendo | 5  | 1  | 0  | 4  | 6  | 17 | -11 | 3   |

|                   | AM  | INT | JUV | CAR |
| ----------------- | --- | --- | --- | --- |
| Atlético Mollendo |     | 0-3 | 3-1 | NSJ |
| Internacional     | 3-1 |     | 2-2 | 0-1 |
| Juventus Melgar   | 2-1 | 5-1 |     | 0-1 |
| Sportivo Cariocos | 5-0 | 1-1 | 8-1 |     |

| Grupo I           | Grupo I       | Grupo I           | Grupo I                | Grupo I       | Grupo I       | Grupo I       | Grupo I       | Grupo I       | Grupo I       | Grupo I       | Grupo I       |               |               |               |               |               |               |               |               |               |               |               |               |               |               |               |               |               |               |               |               |               |               |               |               |               |               |               |               |
| Local             | Resultado     | Visitante         | Estadio                | Ciudad        | Fecha         | Hora          |               |               |               |               |               |               |               |               |               |               |               |               |               |               |               |               |               |               |               |               |               |               |               |               |               |               |               |               |               |               |               |               |               |
| Primera Fecha     | Primera Fecha | Primera Fecha     | Primera Fecha          | Primera Fecha | Primera Fecha | Primera Fecha | Primera Fecha | Primera Fecha | Primera Fecha | Primera Fecha | Primera Fecha | Primera Fecha | Primera Fecha | Primera Fecha | Primera Fecha | Primera Fecha | Primera Fecha | Primera Fecha | Primera Fecha | Primera Fecha | Primera Fecha | Primera Fecha | Primera Fecha | Primera Fecha | Primera Fecha | Primera Fecha | Primera Fecha | Primera Fecha | Primera Fecha | Primera Fecha | Primera Fecha | Primera Fecha | Primera Fecha | Primera Fecha | Primera Fecha | Primera Fecha | Primera Fecha | Primera Fecha | Primera Fecha |
| ----------------- | ------------- | ----------------- | ---------------------- | ------------- | ------------- | ------------- | ------------- | ------------- | ------------- | ------------- | ------------- | ------------- | ------------- | ------------- | ------------- | ------------- | ------------- | ------------- | ------------- | ------------- | ------------- | ------------- | ------------- | ------------- | ------------- | ------------- | ------------- | ------------- | ------------- | ------------- | ------------- | ------------- | ------------- | ------------- | ------------- | ------------- | ------------- | ------------- | ------------- |
| Internacional     | 0-1           | Sportivo Cariocos | Mariano Melgar         | Arequipa      | 09-08         | 15:30         |               |               |               |               |               |               |               |               |               |               |               |               |               |               |               |               |               |               |               |               |               |               |               |               |               |               |               |               |               |               |               |               |               |
| Atlético Mollendo | 3-1           | Juventus Melgar   | Complejo Cesar Vallejo | Mollendo      | 10-08         | 15:00         |               |               |               |               |               |               |               |               |               |               |               |               |               |               |               |               |               |               |               |               |               |               |               |               |               |               |               |               |               |               |               |               |               |
| Segunda Fecha     |               |                   |                        |               |               |               |               |               |               |               |               |               |               |               |               |               |               |               |               |               |               |               |               |               |               |               |               |               |               |               |               |               |               |               |               |               |               |               |               |
| Internacional     | 3-1           | Atlético Mollendo | Municipal de Sachaca   | Arequipa      | 13-08         | 15:00         |               |               |               |               |               |               |               |               |               |               |               |               |               |               |               |               |               |               |               |               |               |               |               |               |               |               |               |               |               |               |               |               |               |
| Juventus Melgar   | 0-1           | Sportivo Cariocos | GUE Mariano Melgar     | Arequipa      | 13-08         | 15:00         |               |               |               |               |               |               |               |               |               |               |               |               |               |               |               |               |               |               |               |               |               |               |               |               |               |               |               |               |               |               |               |               |               |
| Tercera Fecha     |               |                   |                        |               |               |               |               |               |               |               |               |               |               |               |               |               |               |               |               |               |               |               |               |               |               |               |               |               |               |               |               |               |               |               |               |               |               |               |               |
| Juventus Melgar   | 5-1           | Internacional     | Mariano Melgar         | Arequipa      | 17-08         | 15:00         |               |               |               |               |               |               |               |               |               |               |               |               |               |               |               |               |               |               |               |               |               |               |               |               |               |               |               |               |               |               |               |               |               |
| Sportivo Cariocos | 8-1           | Atlético Mollendo | Miguel Grau            | El Pedregal   | 17-08         | 15:00         |               |               |               |               |               |               |               |               |               |               |               |               |               |               |               |               |               |               |               |               |               |               |               |               |               |               |               |               |               |               |               |               |               |
| Cuarta Fecha      |               |                   |                        |               |               |               |               |               |               |               |               |               |               |               |               |               |               |               |               |               |               |               |               |               |               |               |               |               |               |               |               |               |               |               |               |               |               |               |               |
| Juventus Melgar   | 2-1           | Atlético Mollendo | Mariano Melgar         | Arequipa      | 20-08         | 15:30         |               |               |               |               |               |               |               |               |               |               |               |               |               |               |               |               |               |               |               |               |               |               |               |               |               |               |               |               |               |               |               |               |               |
| Sportivo Cariocos | 1-1           | Internacional     | Miguel Grau            | El Pedregal   | 20-08         | 15:30         |               |               |               |               |               |               |               |               |               |               |               |               |               |               |               |               |               |               |               |               |               |               |               |               |               |               |               |               |               |               |               |               |               |
| Quinta Fecha      |               |                   |                        |               |               |               |               |               |               |               |               |               |               |               |               |               |               |               |               |               |               |               |               |               |               |               |               |               |               |               |               |               |               |               |               |               |               |               |               |
| Sportivo Cariocos | 5-0           | Juventus Melgar   | Miguel Grau            | El Pedregal   | 24-08         | 15:30         |               |               |               |               |               |               |               |               |               |               |               |               |               |               |               |               |               |               |               |               |               |               |               |               |               |               |               |               |               |               |               |               |               |
| Atlético Mollendo | 0-3           | Internacional     | Complejo Cesar Vallejo | Mollendo      | 24-08         | 15:30         |               |               |               |               |               |               |               |               |               |               |               |               |               |               |               |               |               |               |               |               |               |               |               |               |               |               |               |               |               |               |               |               |               |
| Sexta Fecha       |               |                   |                        |               |               |               |               |               |               |               |               |               |               |               |               |               |               |               |               |               |               |               |               |               |               |               |               |               |               |               |               |               |               |               |               |               |               |               |               |
| Internacional     | 2-2           | Juventus Melgar   | Mariano Melgar         | Arequipa      | 30-08         | 15:30         |               |               |               |               |               |               |               |               |               |               |               |               |               |               |               |               |               |               |               |               |               |               |               |               |               |               |               |               |               |               |               |               |               |
| Atlético Mollendo | ---           | Sportivo Cariocos | Complejo Cesar Vallejo | Mollendo      | No se juega   | ---           |               |               |               |               |               |               |               |               |               |               |               |               |               |               |               |               |               |               |               |               |               |               |               |               |               |               |               |               |               |               |               |               |               |

### Grupo II
| Grupo | Club                 | Ciudad        | Provincia  |
| ----- | -------------------- | ------------- | ---------- |
| II    | Virgen de las Nieves | Yanaquihua    | Condesuyos |
| II    | Sport José Granda    | Camaná        | Camaná     |
| II    | Unión Huarangal      | Samuel Pastor | Camaná     |
| II    | Futuro Majes         | El Pedregal   | Caylloma   |

| Equipo               | PJ | PG | PE | PP | GF | GC | DG  | Pts |
| -------------------- | -- | -- | -- | -- | -- | -- | --- | --- |
| Futuro Majes         | 6  | 4  | 2  | 0  | 14 | 3  | +11 | 14  |
| Sport José Granda    | 6  | 4  | 1  | 1  | 13 | 6  | +7  | 13  |
| Unión Huarangal      | 5  | 1  | 1  | 3  | 6  | 11 | -5  | 4   |
| Virgen de las Nieves | 5  | 0  | 0  | 5  | 5  | 18 | -13 | 0   |

|                  | FUT | SJG | HUA | VDN |
| ---------------- | --- | --- | --- | --- |
| Futuro Majes     |     | 0-0 | 1-1 | 3-0 |
| S. José Granda   | 0-1 |     | 3-1 | 2-1 |
| Unión Huarangal  | 1-5 | 0-2 |     | 3-0 |
| V. de las Nieves | 1-4 | 3-6 | NSJ |     |

| Grupo II          | Grupo II      | Grupo II          | Grupo II       | Grupo II      | Grupo II      | Grupo II      | Grupo II      | Grupo II      | Grupo II      | Grupo II      | Grupo II      |               |               |               |               |               |               |               |               |               |               |               |               |               |               |               |               |               |               |               |               |               |               |               |               |               |               |               |               |
| Local             | Resultado     | Visitante         | Estadio        | Ciudad        | Fecha         | Hora          |               |               |               |               |               |               |               |               |               |               |               |               |               |               |               |               |               |               |               |               |               |               |               |               |               |               |               |               |               |               |               |               |               |
| Primera Fecha     | Primera Fecha | Primera Fecha     | Primera Fecha  | Primera Fecha | Primera Fecha | Primera Fecha | Primera Fecha | Primera Fecha | Primera Fecha | Primera Fecha | Primera Fecha | Primera Fecha | Primera Fecha | Primera Fecha | Primera Fecha | Primera Fecha | Primera Fecha | Primera Fecha | Primera Fecha | Primera Fecha | Primera Fecha | Primera Fecha | Primera Fecha | Primera Fecha | Primera Fecha | Primera Fecha | Primera Fecha | Primera Fecha | Primera Fecha | Primera Fecha | Primera Fecha | Primera Fecha | Primera Fecha | Primera Fecha | Primera Fecha | Primera Fecha | Primera Fecha | Primera Fecha | Primera Fecha |
| ----------------- | ------------- | ----------------- | -------------- | ------------- | ------------- | ------------- | ------------- | ------------- | ------------- | ------------- | ------------- | ------------- | ------------- | ------------- | ------------- | ------------- | ------------- | ------------- | ------------- | ------------- | ------------- | ------------- | ------------- | ------------- | ------------- | ------------- | ------------- | ------------- | ------------- | ------------- | ------------- | ------------- | ------------- | ------------- | ------------- | ------------- | ------------- | ------------- | ------------- |
| Virgen Nieves     | 3-6           | S. José Granda    | Municipal      | Yanaquihua    | 10-08         | 15:30         |               |               |               |               |               |               |               |               |               |               |               |               |               |               |               |               |               |               |               |               |               |               |               |               |               |               |               |               |               |               |               |               |               |
| Futuro Majes      | 1-1           | Unión Huarangal   | Miguel Grau    | El Pedregal   | 10-08         | 15:30         |               |               |               |               |               |               |               |               |               |               |               |               |               |               |               |               |               |               |               |               |               |               |               |               |               |               |               |               |               |               |               |               |               |
| Segunda Fecha     |               |                   |                |               |               |               |               |               |               |               |               |               |               |               |               |               |               |               |               |               |               |               |               |               |               |               |               |               |               |               |               |               |               |               |               |               |               |               |               |
| Virgen Nieves     | 1-4           | Futuro Majes      | Municipal      | Yanaquihua    | 13-08         | 15:00         |               |               |               |               |               |               |               |               |               |               |               |               |               |               |               |               |               |               |               |               |               |               |               |               |               |               |               |               |               |               |               |               |               |
| Unión Huarangal   | 0-2           | S. José Granda    | 9 de Noviembre | Camaná        | 13-08         | 15:30         |               |               |               |               |               |               |               |               |               |               |               |               |               |               |               |               |               |               |               |               |               |               |               |               |               |               |               |               |               |               |               |               |               |
| Tercera Fecha     |               |                   |                |               |               |               |               |               |               |               |               |               |               |               |               |               |               |               |               |               |               |               |               |               |               |               |               |               |               |               |               |               |               |               |               |               |               |               |               |
| Sport José Granda | 0-1           | Futuro Majes      | 9 de Noviembre | Camaná        | 16-08         | 15:00         |               |               |               |               |               |               |               |               |               |               |               |               |               |               |               |               |               |               |               |               |               |               |               |               |               |               |               |               |               |               |               |               |               |
| Unión Huarangal   | 3-0           | Virgen Nieves     | 9 de Noviembre | Camaná        | 17-08         | 15:00         |               |               |               |               |               |               |               |               |               |               |               |               |               |               |               |               |               |               |               |               |               |               |               |               |               |               |               |               |               |               |               |               |               |
| Cuarta Fecha      |               |                   |                |               |               |               |               |               |               |               |               |               |               |               |               |               |               |               |               |               |               |               |               |               |               |               |               |               |               |               |               |               |               |               |               |               |               |               |               |
| S. José Granda    | 2-1           | Virgen Nieves     | 9 de Noviembre | Camaná        | 20-08         | 15:30         |               |               |               |               |               |               |               |               |               |               |               |               |               |               |               |               |               |               |               |               |               |               |               |               |               |               |               |               |               |               |               |               |               |
| Unión Huarangal   | 1-5           | Futuro Majes      | 9 de Noviembre | Camaná        | 21-08         | 15:30         |               |               |               |               |               |               |               |               |               |               |               |               |               |               |               |               |               |               |               |               |               |               |               |               |               |               |               |               |               |               |               |               |               |
| Quinta Fecha      |               |                   |                |               |               |               |               |               |               |               |               |               |               |               |               |               |               |               |               |               |               |               |               |               |               |               |               |               |               |               |               |               |               |               |               |               |               |               |               |
| Futuro Majes      | 3-0           | Virgen Nieves     | Miguel Grau    | El Pedregal   | 23-08         | 15:30         |               |               |               |               |               |               |               |               |               |               |               |               |               |               |               |               |               |               |               |               |               |               |               |               |               |               |               |               |               |               |               |               |               |
| S. José Granda    | 3-1           | Unión Huarangal   | 9 de Noviembre | Camaná        | 24-08         | 15:30         |               |               |               |               |               |               |               |               |               |               |               |               |               |               |               |               |               |               |               |               |               |               |               |               |               |               |               |               |               |               |               |               |               |
| Sexta Fecha       |               |                   |                |               |               |               |               |               |               |               |               |               |               |               |               |               |               |               |               |               |               |               |               |               |               |               |               |               |               |               |               |               |               |               |               |               |               |               |               |
| Futuro Majes      | 0-0           | Sport José Granda | Miguel Grau    | El Pedregal   | 31-08         | 15:30         |               |               |               |               |               |               |               |               |               |               |               |               |               |               |               |               |               |               |               |               |               |               |               |               |               |               |               |               |               |               |               |               |               |
| Virgen Nieves     | ---           | Unión Huarangal   | Municipal      | Yanaquihua    | No se juega   | ---           |               |               |               |               |               |               |               |               |               |               |               |               |               |               |               |               |               |               |               |               |               |               |               |               |               |               |               |               |               |               |               |               |               |

## Tercera Fase
Se jugarán llaves cruzadas donde el primero de un grupo se enfrentara al segundo del otro, en partidos de ida y vuelta, no existe la diferencia de gol por lo que de empatar en puntaje se jugará un tercer partido en cancha neutral, los ganadores clasifican a la Etapa Regional.

### Participantes
| Club              | Distrito | Provincia | Grupo      | Estadio               | Director Técnico |
| ----------------- | -------- | --------- | ---------- | --------------------- | ---------------- |
| Sportivo Cariocos | Majes    | Caylloma  | I-Primero  | Almirante Miguel Grau | Hélard Delgado   |
| Internacional     | Arequipa | Arequipa  | I-Segundo  | Mariano Melgar        | Juvenal Briceño  |
| Futuro Majes      | Majes    | Caylloma  | II-Primero | Almirante Miguel Grau | Walter Zeballos  |
| Sport José Granda | Camaná   | Camaná    | II-Segundo | 9 de Noviembre        | Jesús Valencia   |

| \| 03-09 \| 15:30 \| 9 de Noviembre \| Camaná \| Sport José Granda \| 0-2 \| Sportivo Cariocos \| \| 07-09 \| 15:30 \| Miguel Grau \| El Pedregal \| Sportivo Cariocos \| 5-1 \| Sport José Granda \| \| Clasifica: Sportivo Cariocos \| \| \| \| \| \| \| |       |                |             |                   |       |                   |
| Fecha | Hora  | Estadio        | Ciudad      | Local             | Score | Visitante         |
| 03-09 | 15:30 | 9 de Noviembre | Camaná      | Sport José Granda | 0-2   | Sportivo Cariocos |
| 07-09 | 15:30 | Miguel Grau    | El Pedregal | Sportivo Cariocos | 5-1   | Sport José Granda |
| Clasifica: Sportivo Cariocos |       |                |             |                   |       |                   |

| \| 04-09 \| 15:30 \| Miguel Grau \| El Pedregal \| Futuro Majes \| 1-1 \| Internacional \| \| 06-09 \| 15:30 \| Mariano Melgar \| Arequipa \| Internacional \| 0-3 \| Futuro Majes \| \| Clasifica: Futuro Majes \| \| \| \| \| \| \| |       |                |             |               |       |               |
| Fecha | Hora  | Estadio        | Ciudad      | Local         | Score | Visitante     |
| 04-09 | 15:30 | Miguel Grau    | El Pedregal | Futuro Majes  | 1-1   | Internacional |
| 06-09 | 15:30 | Mariano Melgar | Arequipa    | Internacional | 0-3   | Futuro Majes  |
| Clasifica: Futuro Majes |       |                |             |               |       |               |

## Final
Se jugará un partido Único en cancha neutral entre los ganadores de las llaves previas, ambos equipos ya se encuentran clasificados a la etapa Regional de la Copa Perú 2014.

### Clasificados a la Etapa Regional
| Club              | Distrito | Provincia | Serie | Estadio               | Director Técnico |
| ----------------- | -------- | --------- | ----- | --------------------- | ---------------- |
| Sportivo Cariocos | Majes    | Caylloma  | I     | Almirante Miguel Grau | Hélard Delgado   |
| Futuro Majes      | Majes    | Caylloma  | II    | Almirante Miguel Grau | Walter Zevallos  |

| \| 14-09 \| 15:30 \| Miguel Grau \| El Pedregal \| Sportivo Cariocos \| 0-1 \| Futuro Majes \| \| Campeón: Futuro Majes \| \| \| \| \| \| \| |       |             |             |                   |       |              |
| Fecha | Hora  | Estadio     | Ciudad      | Equipo            | Score | Equipo       |
| 14-09 | 15:30 | Miguel Grau | El Pedregal | Sportivo Cariocos | 0-1   | Futuro Majes |
| Campeón: Futuro Majes |       |             |             |                   |       |              |

|                        |
| Campeón                |
| Futuro Majes 1º título |